# نیول (داکوتای جنوبی)
نیول(به انگلیسی: Newell) شهری در ایالت داکوتای جنوبی کشور ایالات متحده آمریکا است که جمعیت آن در سرشماری سال ۲۰۱۰ میلادی، ۶۰۳ نفر بوده‌است.